# Jurgen Desmet
Jurgen Desmet (* 9. März 1978) ist ein belgischer Breakcore-Produzent und -DJ der unter den Pseudonymen Sickboy und Sickboy Milkplus auftritt. Er begann seine Karriere 1998. Vor seiner Vollzeit-Karriere als Produzent und DJ war er Grafikdesigner. Seit 2005 arbeitet er mit „Bong-Ra“ zusammen. Bei gemeinsamen Auftritten nennen sie sich auch „Servants of the Apocalyptic Goat Rave“. Jurgen Desmet ist auch Bestandteil der belgischen Party-Crew „Breakcore Gives Me Wood“.
Sein ursprünglicher Künstlername Sickboy Milkplus war die Bezeichnung für ein Getränk im Film „A Clockwork Orange“.

## Diskographie
- Ganja Bullet / Worst Trade Central (2001, Audiobot/Robo Records)
- Swingin' in the Rain EP (2003, Death$ucker Records)
- Owleygirl EP (2004, Junk)
- Morbid Monster Breaks (2004, Peace Off)
- Shake Hands With A Clenched Fist (2004, Tigerbeat6/Mirex)
- Vive Le Mash-Up (2004, Surprise Records)
- Into Oblivion (2005, Mirex)
- Times Infinity LP (2007, Peace Off)